# 汪彥純
汪彥純，直隸人，明朝政治人物、進士。
永樂二年（1404年），汪彥純中甲申科殿試三甲第二百九十八名進士。永樂四年四月，授監察御史。